# NGC 4644B
NGC 4644B је спирална галаксија у сазвежђу Велики медвед која се налази на NGC листи објеката дубоког неба.
Деклинација објекта је + 55° 8' 44" а ректасцензија 12h 42m 52,8s. Привидна величина (магнитуда) објекта NGC 4644 износи 15,1 а фотографска магнитуда 15,8. NGC 4644B је још познат и под ознакама MCG 9-21-32, KCPG 352B, PGC 42725.